# Voltago Agordino
Voltago Agordino é uma comuna italiana da região do Vêneto, província de Belluno, com cerca de 991 habitantes. Estende-se por uma área de 22 km², tendo uma densidade populacional de 45 hab/km². Faz fronteira com Agordo, Gosaldo, Rivamonte Agordino, Taibon Agordino, Tonadico (TN).

## Demografia
| Variação demográfica do município entre 1861 e 2011                               |
|                                                                                   |
| Fonte: Istituto Nazionale di Statistica (ISTAT) - Elaboração gráfica da Wikipedia |